# Marco Lolio Palicano
Marco Lolio Palicano  fue un político romano del siglo I a. C. que se distinguió durante su tribunado plebeyo, en el que se opuso a la aristocracia senatorial.

## Familia y origen
Palicano, miembro de la gens Lolia, fue probablemente padre de Lolia, esposa de Aulo Gabinio, y de Lucio Lolio Palicano.
Era de origen picentino, de extracción humilde y nació alrededor del año 109 a. C. Se le ha identificado con Marco Lolio, censor de Ferentinum contemporáneo de Sila, pero el origen dispar hace poco probable la identificación.

## Carrera pública
Fue elegido tribuno de la plebe en el año 71 a. C. Su programa político incluía la recuperación de los poderes y privilegios de los que habían sido privados los tribunos de la plebe por la legislación silana. A la vuelta de Pompeyo a Roma tras su victoria sobre Sertorio, celebró una asamblea plebeya fuera de los muros de la ciudad en la que Pompeyo prometió la restauración de dichos privilegios, lo que cumplió al año siguiente durante el ejercicio del consulado.
Apoyó al pretor Lucio Aurelio Cota quien propuso una ley judicial por la cual los senadores fueron privados de su derecho exclusivo de actuar de jueces. Además trató de provocar la indignación popular contra la aristocracia relatando la conducta tiránica y cruel de Cayo Verres. Para exacerbar todavía más los ánimos, presentó en asamblea a un ciudadano romano que había sido azotado por Verres. Debió ejercer la pretura en el año 69 a. C.
Esta oposición constante unida a un origen humilde lo convirtió en objeto de odio de la aristocracia que en el año 67 a. C., en la figura del cónsul Cayo Calpurnio Pisón, se negó a anunciar su nombre cuando se presentó candidato al consulado. Aunque se esperaba que volviera a presentarse en el año 64 a. C., su popularidad no fue capaz de contrarrestar su origen humilde y la oposición de la aristocracia. Se oye hablar de él por última vez en el año 60 a. C., cuando insultaba a diario al cónsul Lucio Afranio, un hombre de origen similar a él.